# Feirense Futebol Clube
O Feirense Futebol Clube, é uma agremiação esportiva brasileira com sede em Feira de Santana, no estado da Bahia, Região Nordeste do Brasil.
Foi fundado como "Independente Esporte Clube" na cidade de Feira de Santana. Em 2008, alterou seu nome para Feirense Futebol Clube. Em 2012, o clube passa a mandar seus jogos na cidade de Senhor do Bonfim, no estádio Pedro Amorim. Voltou a mandar as partidas no estádio Jóia da Princesa a partir do ano seguinte. Em 2022 anunciou a mudança de nome e de sede, passando a se chamar Atlético Universitário e atuando na cidade de Santo Antônio de Jesus, no Recôncavo Baiano, e mandará seus jogos no estádio José Trindade Lobo. Em 2024 retorna como Feirense e há sua cidade natal em definitivo.

## História
O clube entrou no profissionalismo em 2007 com o nome de Independente Esporte Clube, este clube era a refundação da antiga Associação Atlética Independente que foi vendida ao Palmeiras e trocou de nome para Palmeiras Nordeste Futebol Ltda. no início de 2002. Com o fim da filial palmeirense, o empresário Dilson Carneiro Pedreira decidiu voltar ao futebol e reviver o antigo Independente. Desta forma, filiou na Federação Baiana de Futebol o Independente Esporte Clube para disputar em 2007 a 2ª divisão do Campeonato Baiano, no qual conquistou após dois empates na final contra o Galícia passando para a 1ª divisão em 2008, quando mudou de nome em definitivo para Feirense Futebol Clube. No ano de 2012, a equipe passa a mandar seus jogos na cidade de Senhor do Bonfim, onde recebeu muito apoio da população e mandou seus jogos no Estádio Pedro Amorim. No Campeonato Baiano do mesmo ano o time terminou em terceiro lugar, garantindo uma inédita vaga na Copa do Nordeste de 2013.
Depois da péssima campanha na primeira fase do Campeonato Baiano de 2016, disputou em duas partidas a tentativa da permanência na elite do futebol baiano. No primeiro jogo, contra o Jacuipense, no Valfredão, sofreu a derrota pelo placar de 2 a 1. No jogo de volta, na Arena Fonte Nova, perdeu novamente para o Jacuipense pelo placar de 1 a 0, sendo assim foi rebaixada para a disputa da 2ª Divisão do Campeonato Baiano.
Em 2022 anunciou a mudança de nome e de sede, passando a se chamar Atlético Universitário e atuando na cidade de Santo Antônio de Jesus, no Recôncavo Baiano, e mandará seus jogos no estádio José Trindade Lobo. Na Série B Baiana não fez boa campanha e foi rebaixado para a Série C.

## Títulos
| ESTADUAIS | ESTADUAIS                   | ESTADUAIS | ESTADUAIS                |
|           | Competição                  | Títulos   | Temporadas               |
| --------- | --------------------------- | --------- | ------------------------ |
|           | Campeonato Baiano - Série B | 1         | 2007 (como Independente) |

## Campanhas de destaque
- 3.º lugar: Campeonato Baiano de Futebol de 2012